# Evropská silnice E65
Evropská silnice E65 je páteřní severojižní evropská silnice, mezinárodní silnice vedoucí střední a jihovýchodní Evropou. Začíná v Malmö na jihu Švédska a končí v Chanii na řeckém ostrově Kréta. Oba koncové úseky jsou odděleny mořem a se zbytkem trasy spojeny trajektem. E65 prochází 12 státy a šesti hlavními městy. Její celková délka činí zhruba 4000 km, uváděné hodnoty velmi kolísají podle konkrétní započtené trasy.
Trasa silnice se od severojižního směru místy značně odchyluje, což je způsobeno jak fyzickogeografickými podmínkami, tak faktory historickými. V úseku mezi Baltským a Jaderským mořem vede zhruba podél 15. poledníku východní délky, pak se uklání k východu podél jaderského pobřeží a v Řecku dosahuje až úrovně 23. poledníku. Na své trase se několikrát setkává s oběma svými sousedními páteřními silnicemi – s E55 v Praze a na řeckém mostě Rio-Antirio, a s E75 na přechodu ze Slovenska do Maďarska a pak opakovaně v Řecku.

## Historie
Podle starého číslování evropských silnic byly úseky dnešní E65 značeny jako E14 (Malmö–Praha), E15 (Praha–Mosonmagyaróvár), E19 (Patra–Korint), E27 (Rijeka–Skopje) a E96 (Nagykanizsa–Rijeka). Značná část trasy do systému evropských silnic původně zařazena nebyla, např. úsek západním Maďarskem nebo většina trasy v Řecku.
Trasování silnice v 80. letech bylo ovlivněno politickými okolnostmi. Trasa Praha–Záhřeb nebyla vedena kratší cestou přes Vídeň (tudy je místo toho vedena silnice E59), ale oklikou přes Slovensko a Maďarsko, aby neprocházela dvakrát přes Železnou oponu. Ještě výrazněji musela E65 vybočit ze svého směru na Balkáně, kde bylo nutné se zcela vyhnout Albánii, která se systému evropských silnic vůbec neúčastnila a tranzit byl zakázán. Kromě komplikace a prodloužení trasy je důsledkem velmi dlouhá (téměř 500 km) peáž s páteřní silnicí E80, navíc vedená z velké části po klikatých horských silnicích. Ani po otevření Albánie v 90. letech sem nebyla E65 přetrasována, Albánií bylo vytyčeno pouze několik evropských silnic 2. třídy (E762, E852, E853).
Roku 2022 byl v Chorvatsku otevřen Pelješacký most, který umožňuje objet krátký úsek E65 vedoucí přes Bosnu a Hercegovinu. Tato trasa je o něco delší, ale drží se na chorvatském území, takže odpadá zdržení na dvou hraničních přechodech.

## Trasa
Švédsko (55 km)
- Malmö (E6, E20, E22) – Ystad

trajekt  Ystad –  Svinoústí (173 km)
 Polsko (504 km)
- Svinoústí – Goleniów (E28→) – Štětín (→E28) – Gorzów Wielkopolski – Świebodzin (E30) – Zelená Hora – Lehnice (E40) – Bolków – Jelení Hora – Szklarska Poręba

 Česko (390 km)
- Harrachov – Turnov
- (E442) – Mladá Boleslav –
- Praha (E48, E50→, E55→, E67)
- – Mirošovice (→E55) – Jihlava (E59) – Brno (→E50, E461, E462)
- Brno – Břeclav

 Slovensko (81 km)
- Kúty – Bratislava (E58, E75→, E575) –

 Maďarsko
- Rajka – Hegyeshalom (E60→)
- Mosonmagyaróvár (→E60, →E75)
- – Jánossomorja –
- Csorna – Szombathely
- – Körmend (E66)
- – Zalaegerszeg
- – Nagykanizsa (E71→)
- – Letenye (E653)

 Chorvatsko (638 km)
- Goričan – Varaždín –
- Záhřeb (E57, E59, E70)
- – Karlovac – Bosiljevo (→E71)
- – Vrbovsko – Rijeka (E61)
- – Kraljevica
- Šmrika – Senj
- – Žuta Lokva
- (E71→) – Gospić – Zadar – Split (→E71) – Ploče
- – Opuzen (E73) – Klek

 Bosna a Hercegovina (9 km) (alternativně po Pelješackém mostě mimo území Bosny a Hercegoviny)
- Neum

 Chorvatsko (94 km)
- – Ston – Dubrovník (E80→) – Gunjina

 Černá Hora
- Sutorina – Herceg Novi – Kotor – Budva – Sutomore
- Sutomore – Virpazar
- Virpazar – Podgorica (E762) – Ravna Rijeka (E763)
- – Berane – Bać

 Srbsko
- Špiljani – Ribariće
- – Vitkoviće

 Kosovo
- – Zubin Potok – Mitrovica –
- Priština (→E80, E851)
- – Uroševac – Elez Han

 Severní Makedonie (265 km)
- Bardovci – Skopje (E871, E75)
- – Tetovo – Gostivar – Kičevo – Podmolje (E852) – Ochrid
- Ochrid – Bitola – Medžitlija

 Řecko (782+45 km)
- Niki – Florina – Amyndeo (E86) – Ptolemaida – Kozani (E90)
- Kozani – Larisa (E75, E92) – Domokos – Lamia (E75→)
- Lamia – (→E75)
- Damasta – Itea
- Itea – Antirrion (E55→)
- Most Rio-Antirio
- (→E55, Patra) – Egion – Korint (E94)
- – Nemea – Tripolis – Gefyra (Megalopoli) (E961) – Meligalas (E55→) – Kalamata (→E55)
- trajekt (285 km)
- Kissamos – Chania (E75)

## E65 v Česku
Na české území E65 vstupuje přes hraniční přechod Jakuszyce / Harrachov po silnici DK3 z Polska. Od hranic pak vede na jihozápad po silnici I/10 přes Harrachov, Tanvald a Železný Brod do Turnova, kde začíná dálnice D10 vedoucí do Prahy. 
Prahou je trasa vedena nejprve po krátkém úseku Pražského okruhu a pak po místních rychlostních komunikacích Štěrboholské radiále, Jižní spojce (Městském okruhu) a Spořilovské spojce, než se u Chodova napojí na dálnici D1. Z Prahy pak E65 pokračuje po D1 na jihovýchod společně se silnicemi E50, E55 (do Mirošovic) a E59 (do Jihlavy). Spolu s E50 vede E65 až do Brna, kde odbočuje na jih na dálnici D2, po níž vede až na hraniční přechod Břeclav (Lanžhot) / Kúty na Slovensko. Zde E65 přechází na plynule navazující slovenskou dálnici D2. 
Délka trasy E65 přes Česko je celkem 391 kilometrů, z toho 331 km po dálnicích, 13 km po místních rychlostních komunikacích (v Praze) a 48 km po obyčejné silnici první třídy.

### Alternativní trasa
Zejména v případě kolapsu na dálnici D1 je možné přes Česko využít alternativního spojení po evropských silnicích 2. třídy, konkrétně z Turnova po E442 přes Hradec Králové do Svitav a odsud po E461 do Brna. Tato trasa je o 50 km kratší než přes Prahu, ale vzhledem k vedení převážně po obyčejných silnicích je za běžných okolností asi o 40 minut pomalejší.

### Plány do budoucna
Po dostavbě jihovýchodní části Pražského okruhu (úseku 511) se trasa E65 přes české území zkrátí o kilometr a vznikne plynulý dálniční tah Turnov – Lanžhot. 
Výhledově se plánuje přeložení silnic I/10 a I/14 do nové přímější stopy vedoucí jižně okolo Jablonce nad Nisou (od konce silnice I/65 u Rychnova až po Tanvald). E65 by potom vedla už jen zhruba 18 kilometrů po původní horské silnici, neboť až k hranicím se s novostavbou silnice vzhledem k ochraně přírody KRNAP a náročnosti terénu nepočítá.
Uvažuje se též o přeložení trasy E65 na českou dálnici D11 (a budovaný úsek polské rychlostní silnice S3 od Bolkówa k hraničnímu přechodu Lubawka / Královec, který na D11 plynule naváže), a to v celé trase dálnice od hranic jižním směrem kolem Hradce Králové a dále na západ do Prahy k napojení na dálnici D0, společně se silnicí E67. Po silnici S3 je totiž E65 v Polsku již vedena, než na svém současném jižním konci u obce Sady Dolne odbočí na původní silnici DK3 směrem na západ přes Jelení Horu a dále na přechod do Harrachova. 
Trasa by se tím podstatně nezkrátila, ale výrazně zrychlila, neboť by vedla po kapacitní dálniční komunikaci namísto stávající problematické horské silnice, která je méně bezpečná, poškozuje životní prostředí (v zástavbě obcí v Česku i v Polsku, jimiž prochází v těsné blízkosti nemovitostí, ale i v ostatních částech, kde je nedostatečné odvodnění a chybí ochrana biokoridorů chráněných živočichů) a hlavně bývá v zimním období pro nákladní vozidla nad 3,5 tuny opakovaně uzavírána kvůli námraze (ta jsou pak vedena objížďkou přes Liberec a hraniční přechod Hrádek nad Nisou, což ovšem mnozí řidiči nerespektují a komunikaci následně zablokují).
Případně by pak E65 mohla být svedena z D11 u Opatovic nad Labem směrem na jihovýchod po budované dálnici D35 do Moravské Třebové (ve stopě dnešní E442) a odtud dále na jih po nové silnici I/73 (náhradě stávající I/43) kolem Brna na dálnici D2. Trasa by se tím napřímila a zkrátila (vynecháním zajížďky k Praze, obsloužené jinými evropskými silnicemi) a odlehčila by stávajícím přetíženým silnicím kolem Prahy a dálnici D1. 
Výhledově by každopádně měla celá česká část E65 vést po dálnicích (nebo alespoň rychlostních silnicích mimo obce), stejně jako již nyní ta slovenská.

## Galerie

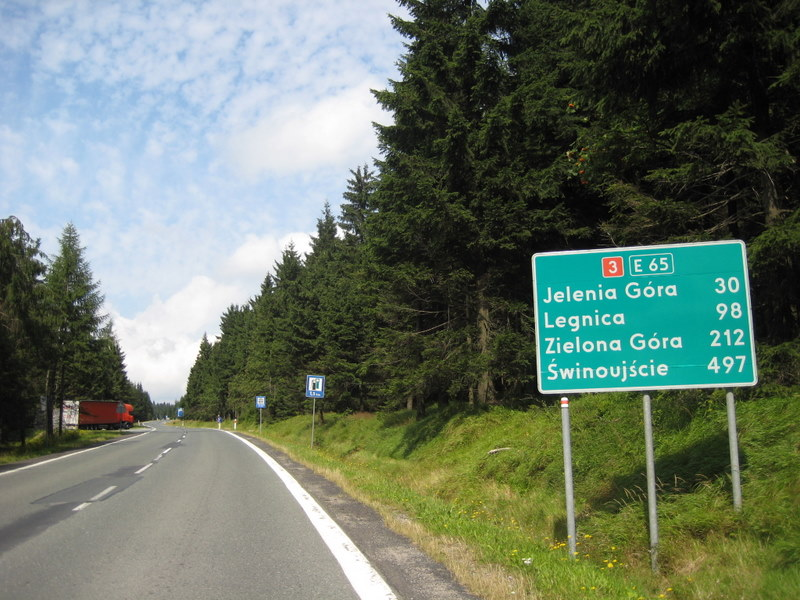
E65 na vjezdu do Polska od jihu
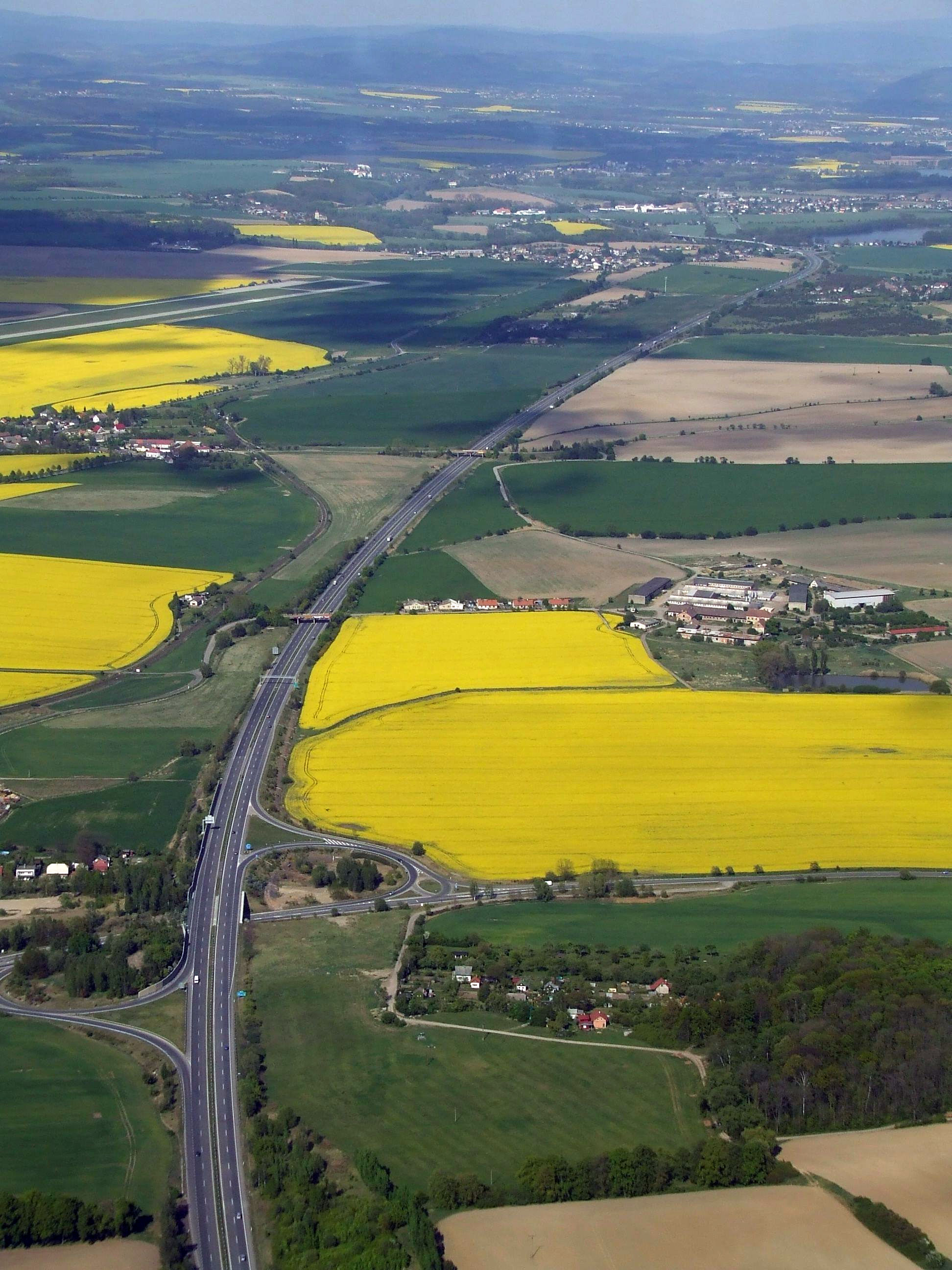
D10 severně od Prahy
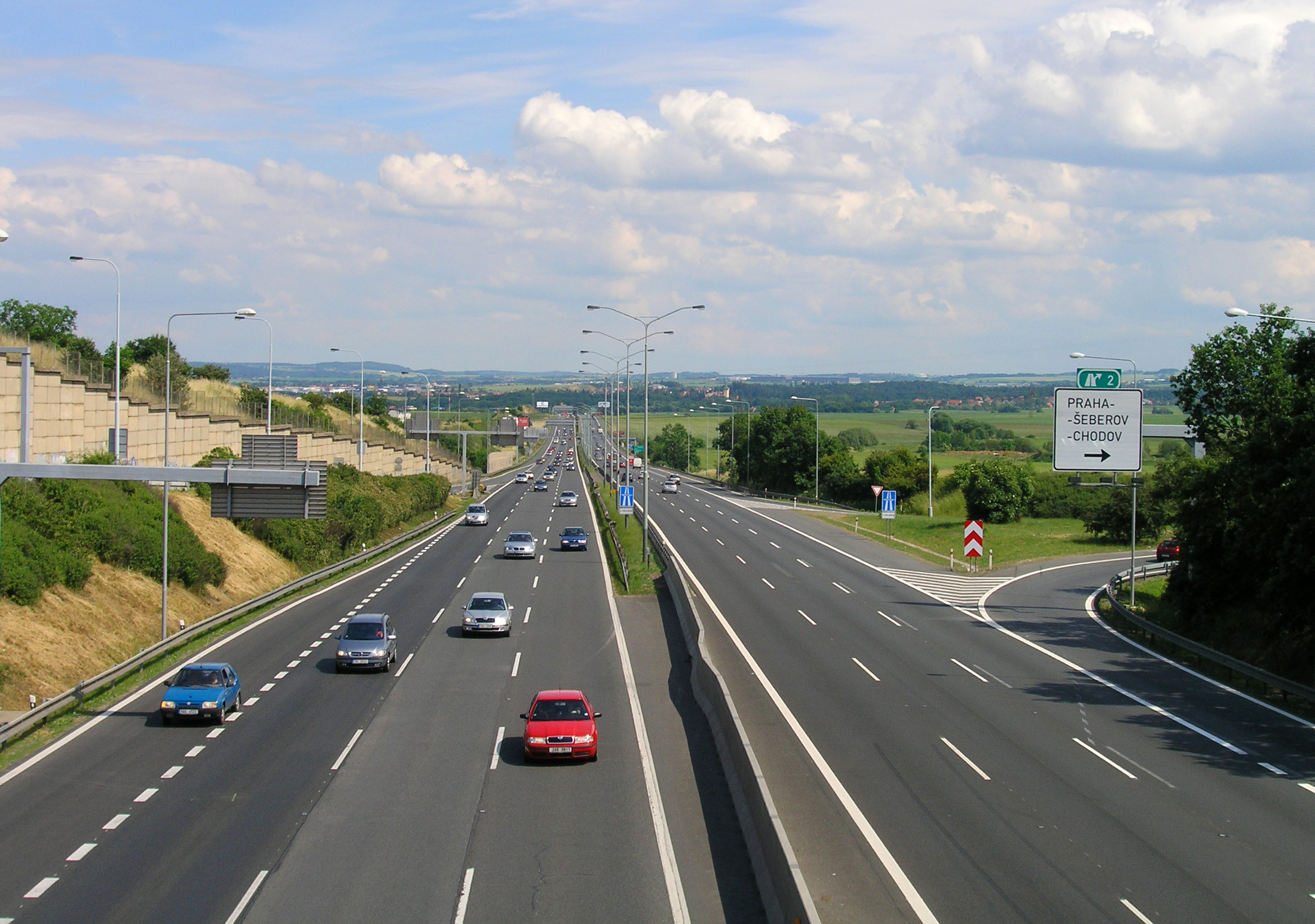
D1 Praha-Chodov, společný úsek s E55
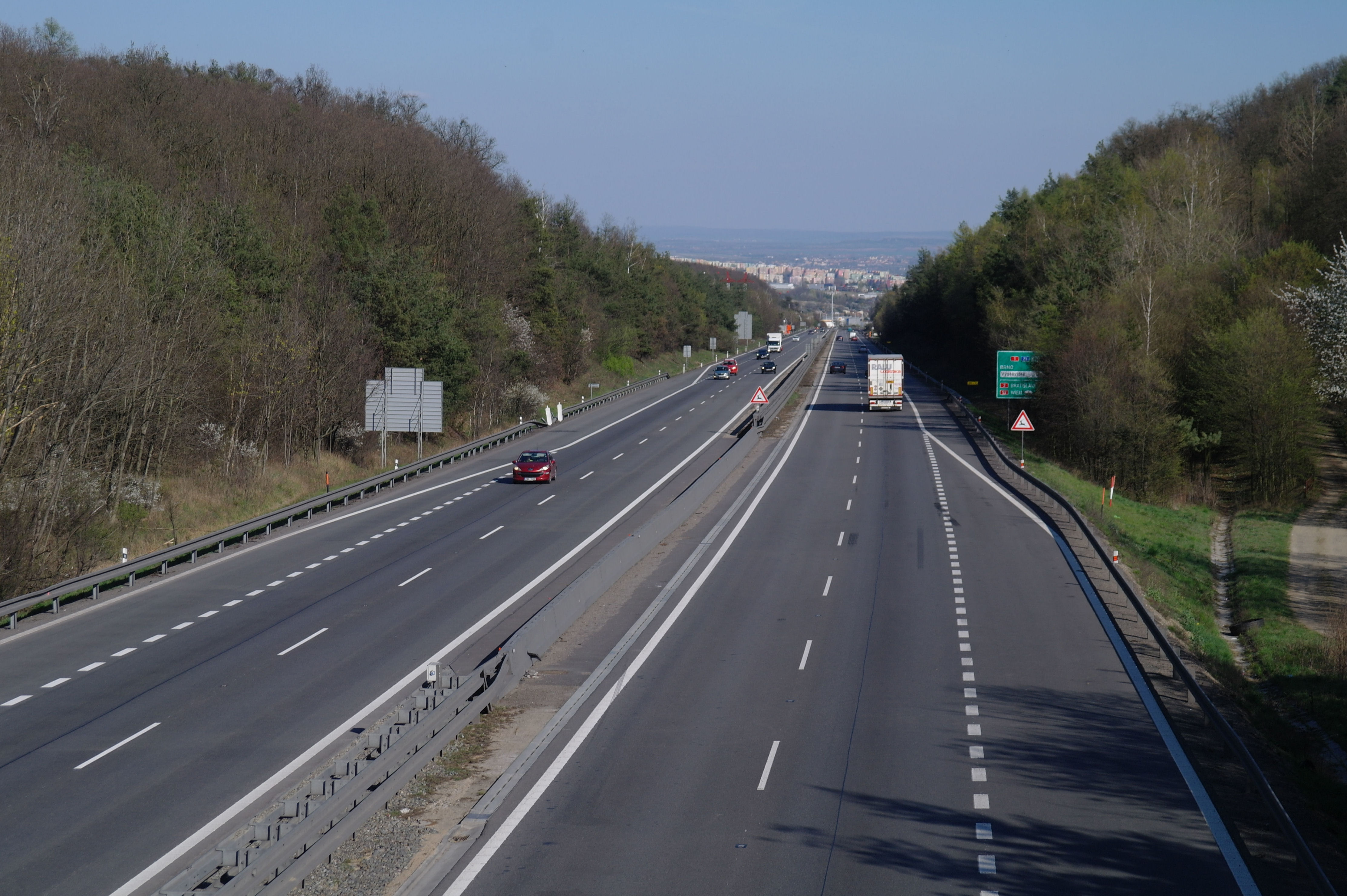
D1 západně od Brna, společný úsek s E50
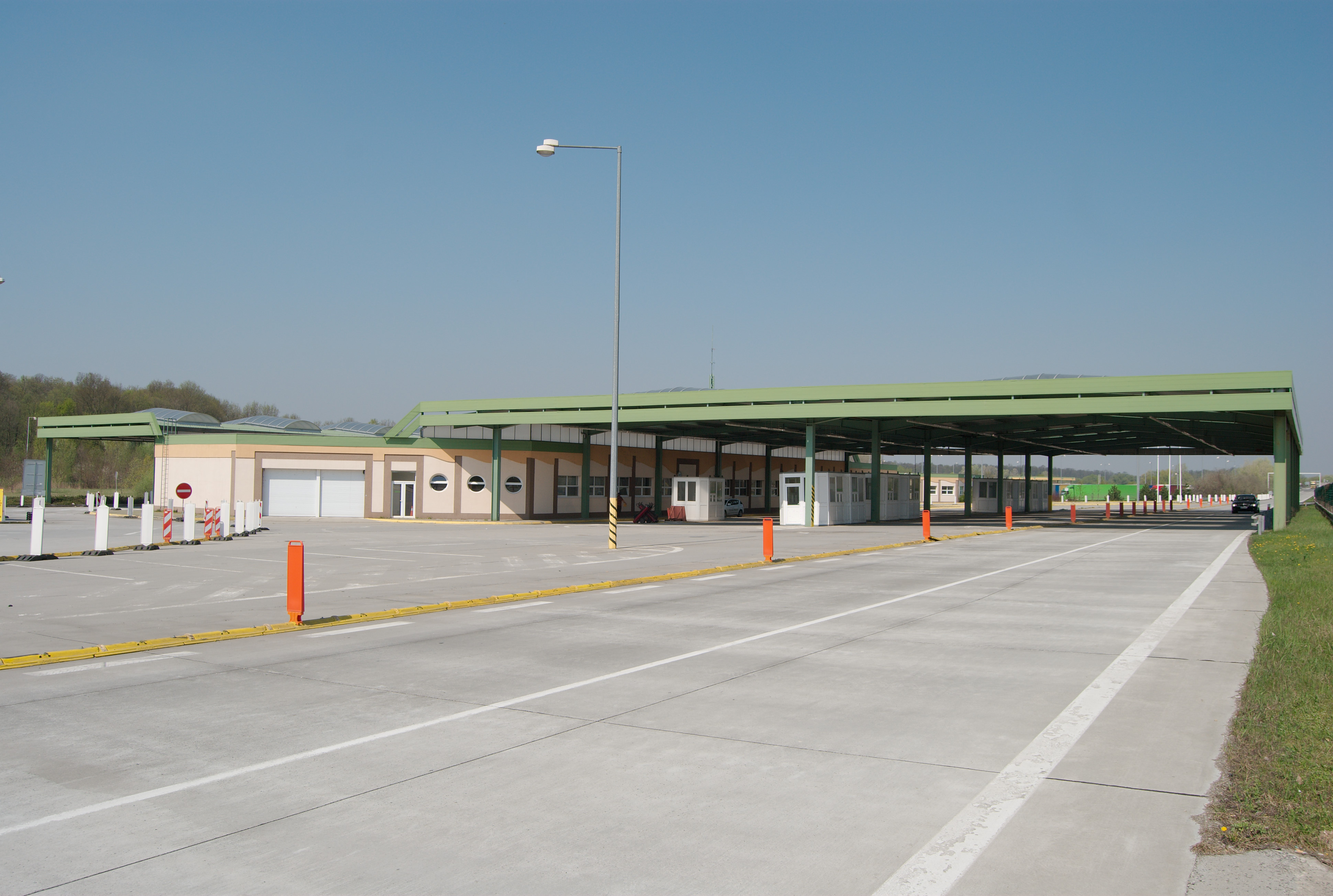
E65, celnice Kúty
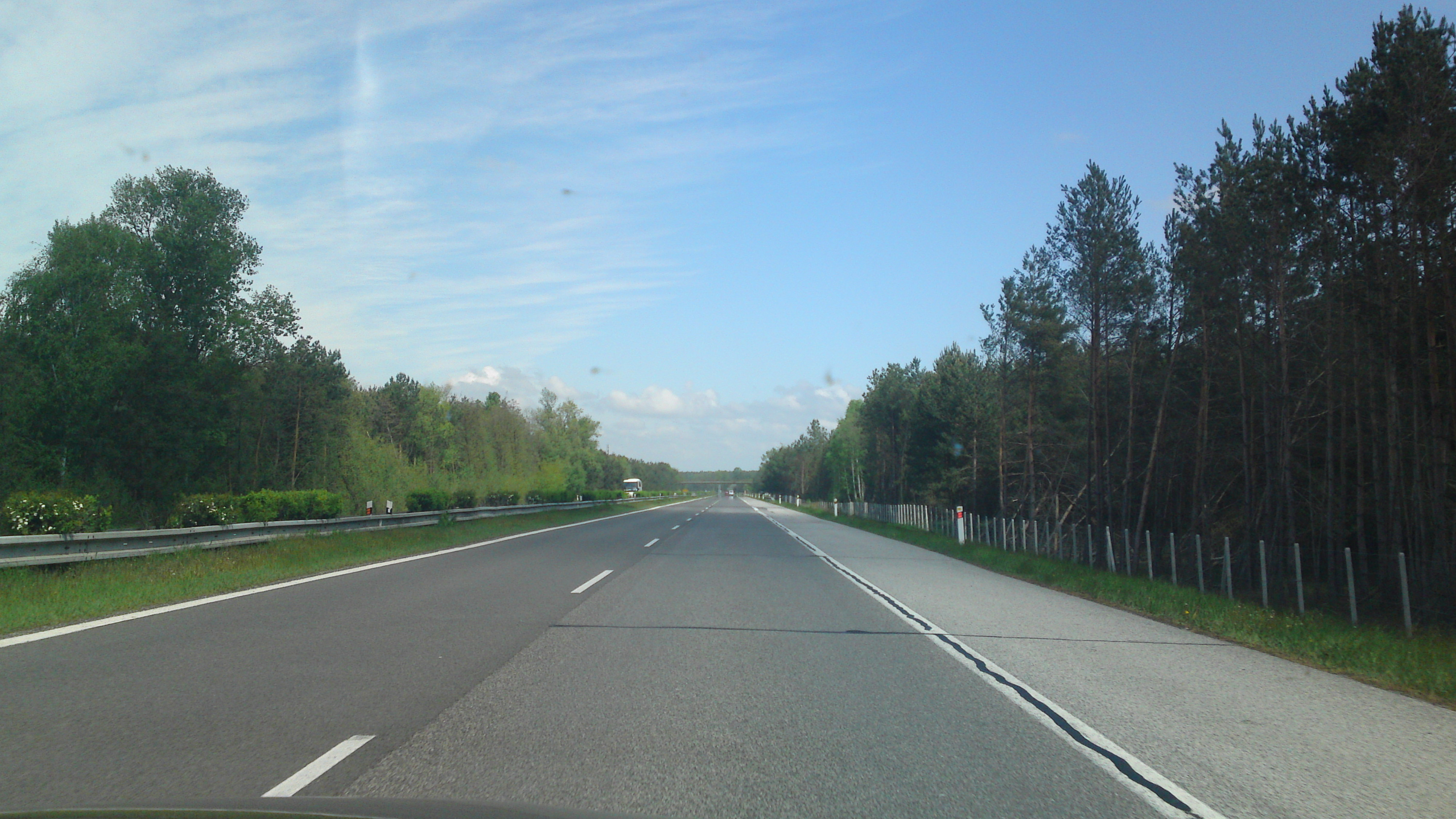
E65 na D2 poblíž Malacek
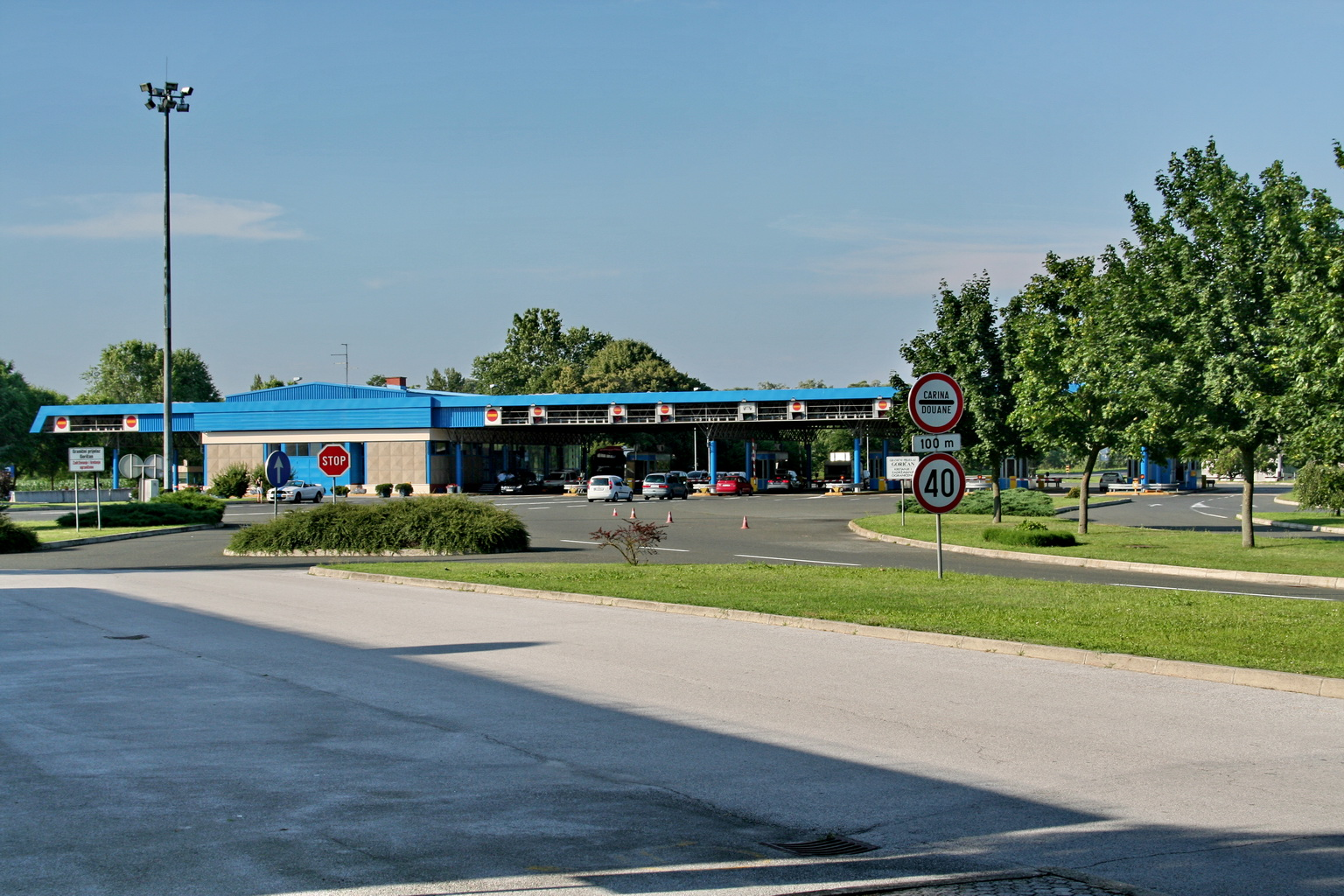
Chorvatská celnice Goričan
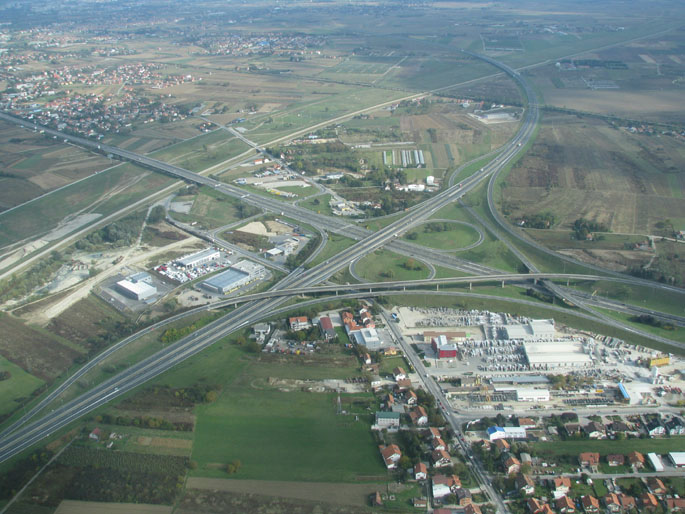
Dálniční křižovatka u Záhřebu, Chorvatsko
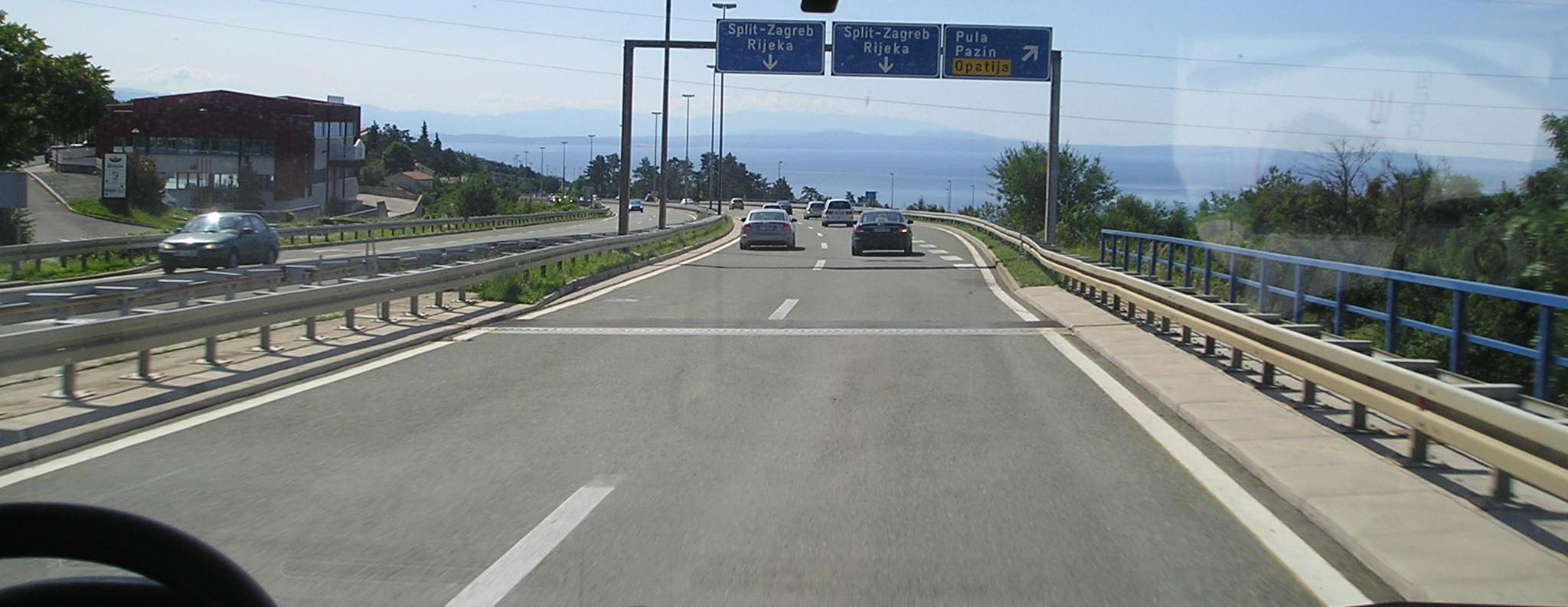
E65 u Rijeky, Chorvatsko
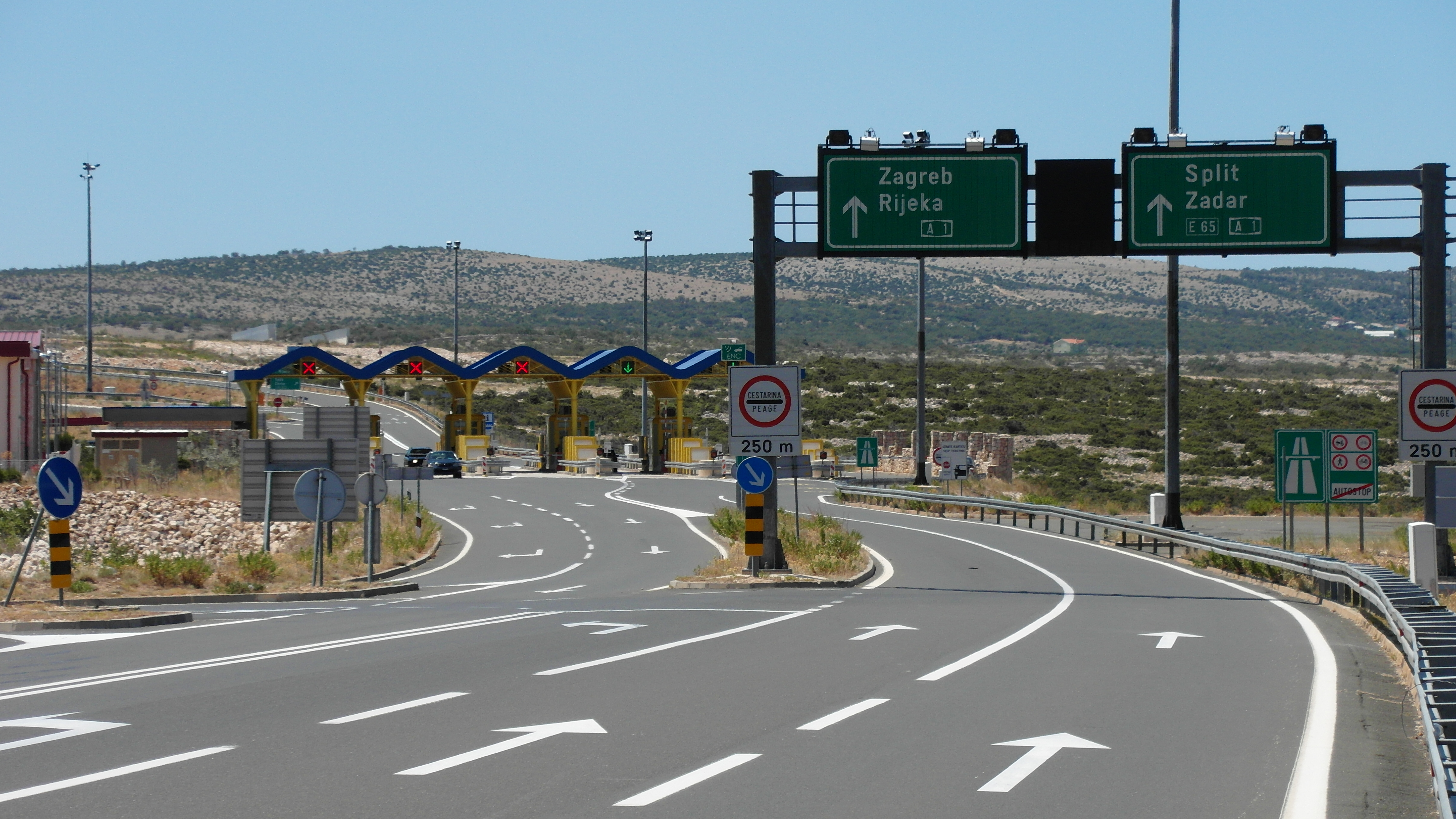
Mýtná brána na E65 poblíž Maslenice, Chorvatsko
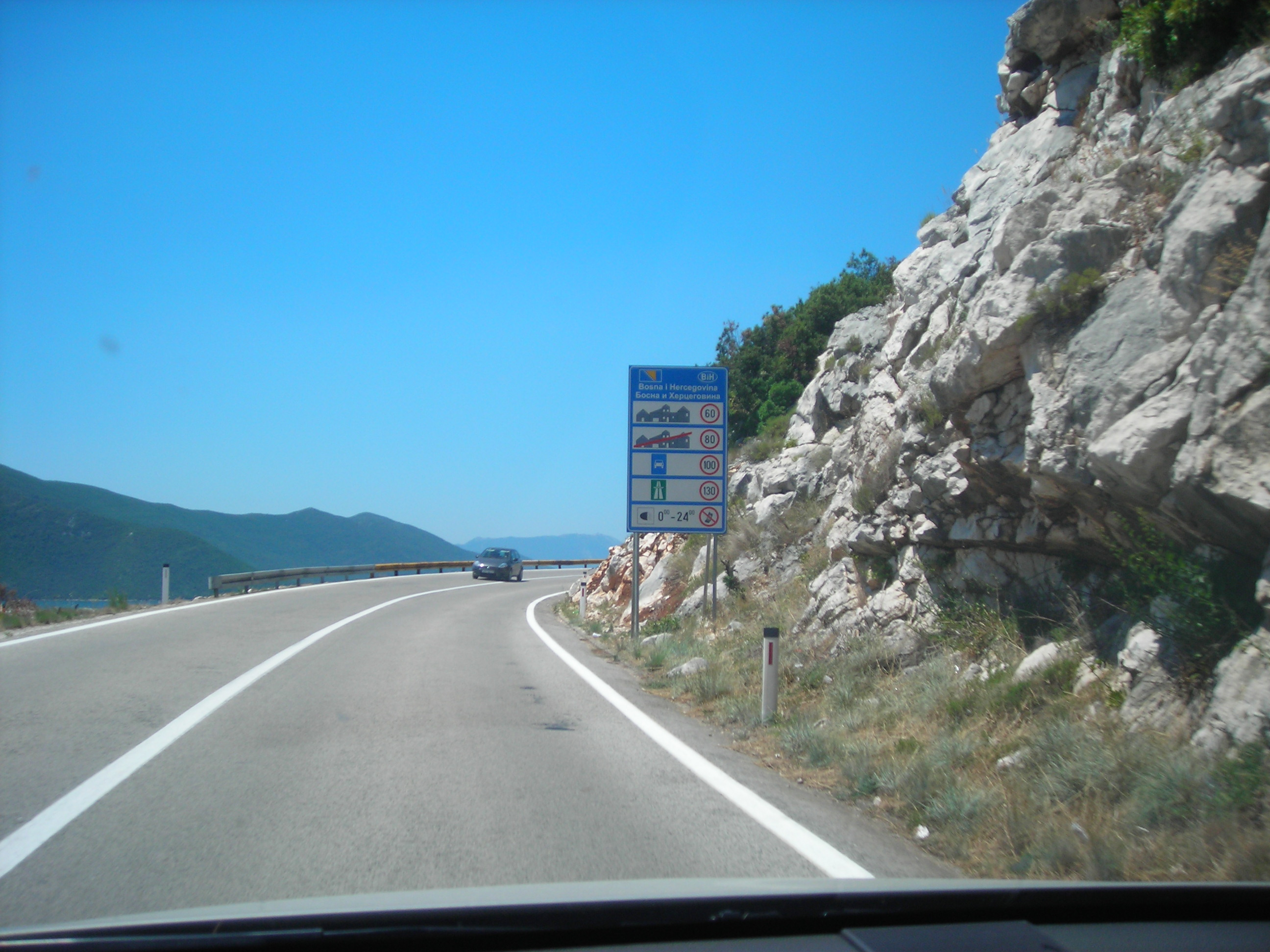
E65 na hranici Chorvatska a Bosny a Hercegoviny
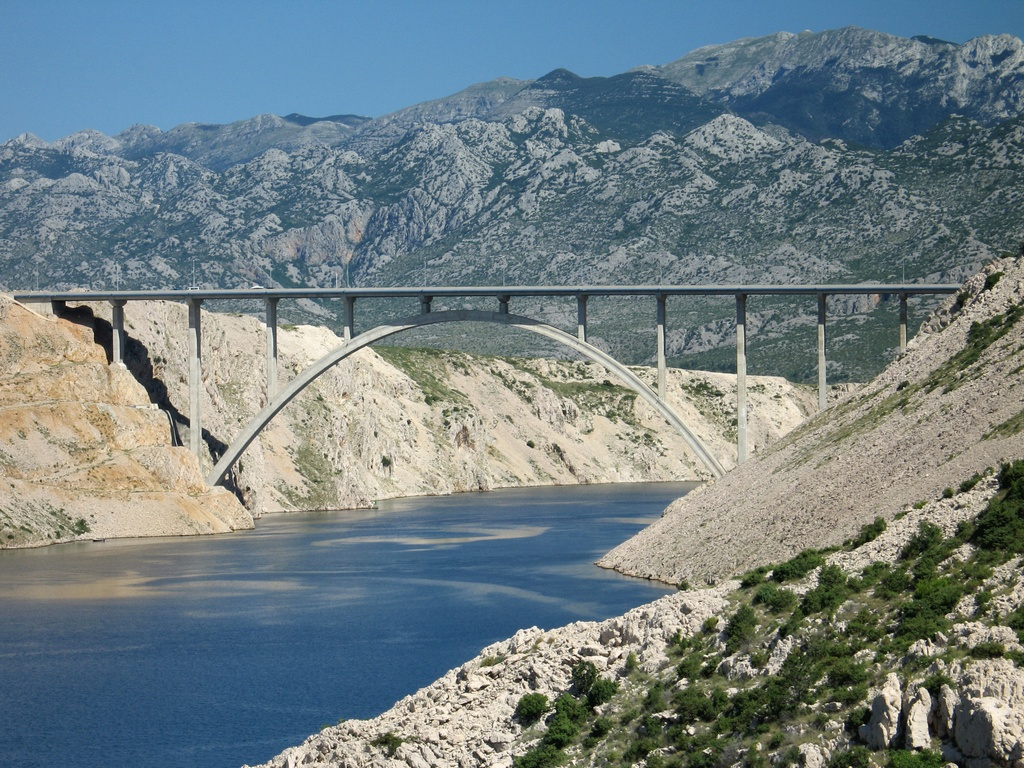
Maslenický most na chorvatské dálnici A1
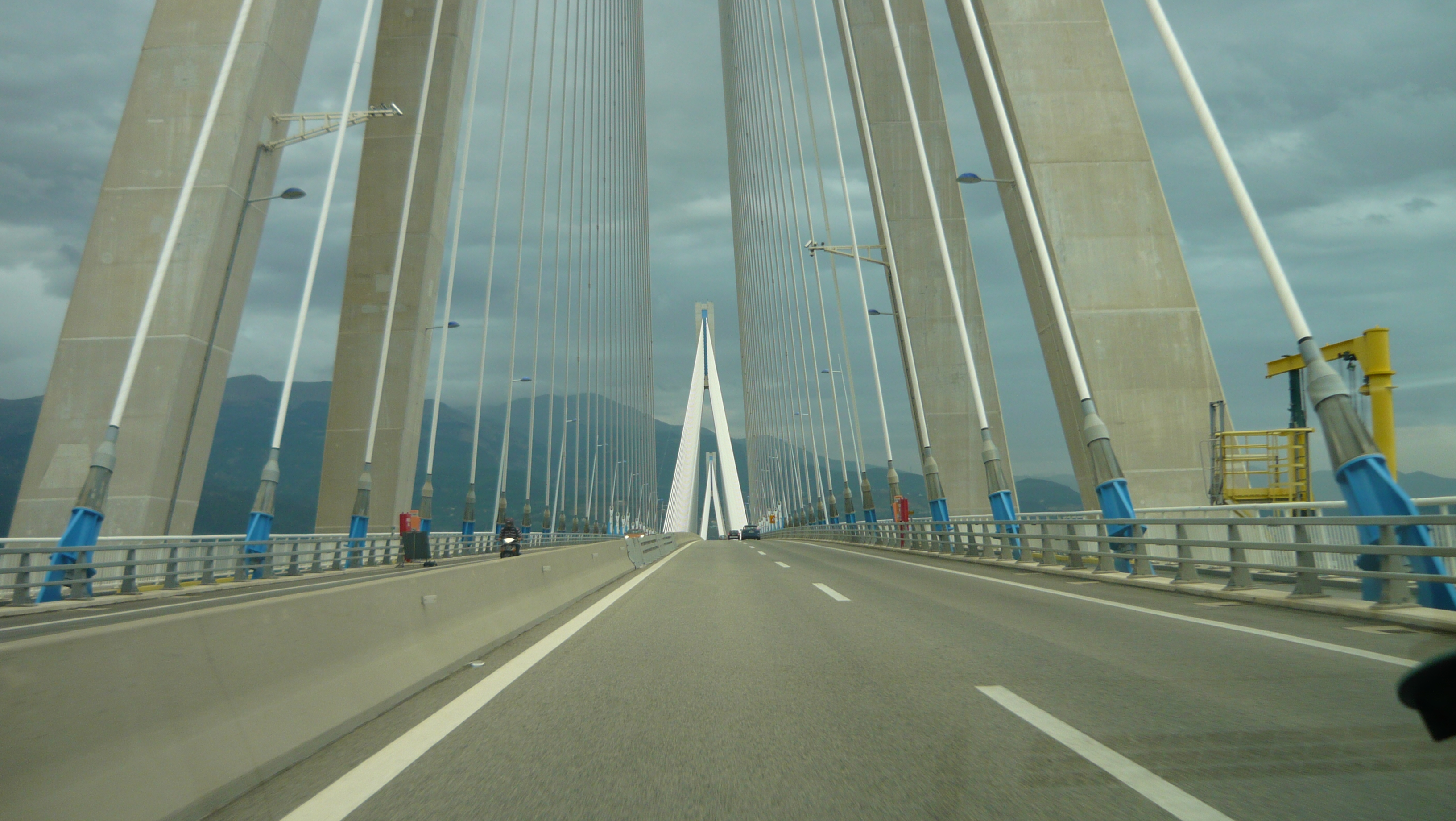
Most Rio-Antirio, společný úsek s E55